# クリスティ・ハイテンション
『クリスティ・ハイテンション』（Christie HIGH TENSION）は、新谷かおるによる日本の漫画作品である。本項では続編の『クリスティ・ロンドンマッシブ』（Christie LONDON MASSIVE）についても併せて解説する。
両作品は、日本においては『コミックフラッパー』（メディアファクトリー）において連載され、単行本はMFコミックスより刊行されている。日本国外においても翻訳版が刊行されている。
以下の記述では特に使い分けを行う場合を除き、両者を併せて「本作」と表記する。また、記述の簡略化のため『クリスティ・ハイテンション』をHT、『クリスティ・ロンドンマッシブ』をLMと省略する。

## 概要
本作は、アーサー・コナン・ドイルによるシャーロック・ホームズの冒険譚を基に、ホームズの姪クリスティを主人公に設定し、時に伯父と協力し時に独力で難事件を解決するスタイルに翻案した作品（シャーロック・ホームズ・パスティーシュの1つ）である。作中におけるアレンジとしての具体例としては、ホームズ冒険譚の一部改変とエピソードの追加、登場人物について新谷の過去作品からのスター・システム出演などがある。
また、『クリスティ・ハイテンション』ストーリー開始当初のクリスティの目的は「事件を自分の手で解決に導いて伯父に認められたい」という1点にほぼ限られていたが、ストーリーが進行するにつれて「ホープ家の使用人の引退後に備えて年金の原資を創る」・「財政的に苦境にあるサーカスにスポンサーをつけることを提案する」・「（単に使われる立場から脱却するために）スマトラの海賊に対してイギリスに留学を勧める」といった行動も併せて取るように描写されている。『クリスティ・ロンドンマッシブ』においては、自ら出資を行ってのメイド養成学校、女性向け既製品下着の製造販売事業といった事業の立ち上げなど、大局的な見地からの行動がより描写されている。
『クリスティ・ハイテンション』（HT）は『コミックフラッパー』（メディアファクトリー）において2006年9月号から2011年10月号まで連載された。単行本は全7巻がMFコミックス フラッパーシリーズより刊行されている。また、日本国外においても北米地区においてSeven Seas Entertainmentより『Young Miss Holmes』のタイトルで翻訳版が刊行されている。
『クリスティ・ロンドンマッシブ』（LM）は『コミックフラッパー』にて、2011年12月号から2017年6月号まで連載。『クリスティ・ハイテンション』終了後6年経過後のロンドンが舞台となっており、時間経過に伴い登場人物の設定にも変更がある。また、新谷は66歳の誕生日を迎えたことと、LM最終回の脱稿を期して休筆を宣言している。単行本は同じくMFコミックス フラッパーシリーズより刊行されている。

## あらすじ
クリスティ・ハイテンション
19世紀末のイギリス、ロンドン。クリスティ・クリスタル・マーガレット・ホープは、高名な私立探偵、シャーロック・ホームズを伯父に持つ10歳の少女。伯父譲りの頭脳と持ち前の好奇心からさまざまな事件に首を突っ込み、様々な立場の人物達と接しながら事件を解決に導いていく過程の中でクリスティ自身も成長していく。
クリスティ・ロンドンマッシブ
前作終了から6年後のロンドン。17歳となったクリスティは、ロンドン郊外のハムステッドで父公爵の名代としても活動していた。前作のレギュラーキャラクターに新たなメンバーが加わり、伯父ウィリアムの最大のライバルも姿を現して、クリスティの新たな謎解きの冒険がスタートする。

## 登場人物
シャーロック・ホームズの冒険譚に登場する人物および実在した人物については、適宜当該人物の個別記事も参照のこと。

### ホープ家
HTにおいて、架空のイギリス貴族ルートン公爵家の次期当主であるアレクサンダー・ホープ伯爵を当主とする一家。クリスティの伯父ウィリアムが住むベーカー街から1ブロックほどの場所に屋敷があり、他にハンプシャー州にも別荘がある旨が作中で描写されている。
LMにおいては、HT最終エピソードにおいて屋敷が失われたため、ロンドン郊外のハムステッドに移っている。また公爵となったアレキサンダーは夫妻で領地のルートンに移っている。
クリスティ・クリスタル・マーガレット・ホープ（作中略称 クリスティ）
本作の主人公で、ホームズの姪の少女。HT開始時において10歳である。幼いころから所蔵の図書や公文書を読破しており、基礎学力はおろか物理学・自然科学・幾何学などの知識はケンブリッジやオックスフォードにすぐにでも入れるレベルで、ラテン語の読み書きもできる。その反面、音楽やダンス・刺繍などのレディの嗜みはまるでダメ。
両親がインドに赴任しており、一人残された寂しさから近在の伯父ホームズに認められたいと思っており知識欲は旺盛だが、主に経験の少なさなどからそれらを体系的に組み合わせることが上手くできないことが多いため、もどかしい思いをすることもしばしばある。自分の行動を他人から否定されたり自分にわからない事があると、非常に機嫌が悪くなる。
伯父ウィリアムと同じく非常に長命であり、なんと21世紀初頭まで生きたと言う。
LMにおいては、インドからの帰国後しばらくしてハムステッドから領地のルートンに移った父公爵の名代としての役割も果たしている。LMストーリー開始時における年齢は17歳。社会的な責任を求められる年齢に達しつつあるが、ホームズと違って依頼を受けた訳でもない事件に首を突っ込むことの危険性を周囲に危惧されている。
ネルソン
HTにおいてクリスティが飼っている大型犬。クリスティに忠実で、彼女を背に乗せて移動することもできる。
HTのストーリー終了後LMストーリー開始までの間に死亡しており、ハムステッドのホープ家にはネルソンの墓がある。
ドードー
知人のアマンダから押し付けられたドードー鳥。LMまでの間に何処からか紛れ込んだもう一羽のドードー鳥との間にヒナが生まれている。番犬代わりに働くなど知能は存外に高く、ネルソンの墓参りもしている。
ノーラ曰く、ホープ邸の目印になっており『ハムステッド・バードハウス（鳥屋敷）』の宛名で手紙が届くとのこと。
屋敷の庭を自由に散策し、あるいは温室で生活している。
『The Adventure of Poker Scandal』時点では総４羽が、『The Adventure of Two Princesses』ではシルエットで5羽が確認できる。
アレクサンダー・ホープ伯爵（公爵）
クリスティの父。ヴィクトリア女王の最後の子として設定されており、王配殿下アルバート公がなくなった年（史実通りであれば1862年ごろ）に生まれ、跡継ぎに恵まれなかったホープ家（ルートン公爵家）の養子となる。HTのストーリー時においては、政府の役人として妻セシリアともどもインドに赴任していた。性格的には温和な反面、理想の為に実利を取る一面もある人物で、領地で狐狩りをしていた際に狩り場に紛れ込んでいたノーラを拾い、ホープ家のメイドに迎えた他、捕らえた海賊を英国海軍予備隊として雇い入れたりもしている。
LMにおいては、インドからの帰国後ルートン公爵となり、クリスティをハムステッドに残して夫妻で領地のルートンに移った。
セシリア
クリスティの母。ホームズの実妹。
ロンドンを「環境が良くない」とあまり好いておらず、クリスティが生まれてからインドに赴任する直前（クリスティ5歳時）までルートンにいた。インドにおいてクリスティの弟となるアレクサンダー・ホープ二世（ジュニア）を産んでいる。なお、原典のシャーロック・ホームズシリーズにおいて彼には兄マイクロフト以外の兄弟に関する記述はないため、彼女の存在は本作のオリジナル設定である。
ベンソン
HTにおけるホープ家の執事であり、クリスティの誕生以前からホープ家に仕えている。
LMにおいては未登場であるが、クリスティのいるハムステッドの屋敷にはいない。
コネリー夫人
HTにおけるホープ家のハウスキーパーで、アンヌマリーたちメイドを監督する立場にある。クリスティが生まれたころからホープ家におり、当時はメイド長だった。フェンシングの心得があり、『The Adventure of the Giant Rat of Sumatra』においてホープ邸がサグによる襲撃を受けた際にその技前を披露した。
LMにおいては、ホープ家を離れクリスティが出資して設立したメイド養成学校の校長となっている。
アンヌマリー・ホプキンス
HTにおけるホープ家のメイド長で、クリスティの侍女。その立場から、時に暴走しがちなクリスティとノーラのストッパーとして2人に振り回されがちであるが、二丁拳銃使いの一面も見せ、いざと言う時には冷徹に障害を排除することを厭わない。
自身曰く「法が施行されないところ」の出身であり、その生い立ちから寝る時も枕の下に銃を置いて離さない。アメリカ合衆国南部ジョージア州アトランタ近郊のゲインズビル生まれで、父は宣教師、母は日曜学校の教師である。生家の周囲にコヨーテがよく出没したため、幼少時より銃の扱いに慣れていた。少女期（1869年ごろ）に両親をKKKの襲撃により亡くしており、彼女1人で復讐を果たした過去がある。この出来事は現在でも彼女の心的外傷になっており、オレンジの種を見ただけで正体を失ってしまうほどである。
ガンフリークの傾向もあり、ワトソンから借りたカートリッジ式リボルバーを使った際には感激していた。
LM開始時においては、ホープ家を辞しデクスター刑事（LMストーリー開始前に警部補に昇進）と結婚、1児（女児）の母となっている。2人目の子供も身ごもっており、『The Adventure of The crutch of aluminium』ラストで息子・ヘンリーを出産。『The Adventure Pattem of Truth』ではさらに3人目を懐妊した。アンヌマリー本人はまだまだ産むつもりで手狭になった店は専任の店長に任せて経営に専念したい模様。また、クリスティがオーナーの女性用下着の既製品販売会社「エンジェル・フェザー」の経営を任されている。
『砂の薔薇』に登場した真理子・ローズバンクとヘルガ・ミッターマイヤーを基にしたスター・システムキャラである。
ノーラ
HTにおけるホープ家のメイド。育ちが余り良くないため読み書きができず、はすっぱな物言いをするが、クリスティへの忠誠心は強く努力家の一面も見せる（後にグレースの指導により、書物や新聞の読みに関してはある程度できる様になった）。クリスティとは姉妹のように仲が良く「お嬢」と呼ぶことが多い。
スネークタン（蛇の舌）と呼ぶ、先端が二股に割れた対人用の鞭（フルグラム）の使い手で、寝るとき以外は手元から離さない。
幼少時、孤児だった所を流れ者の一家に拾われ、盗みを覚えさせられこき使われる。鞭の技を取得したのは一家が暴徒の手で皆殺しにされて以降である。少女期に、ホープ家の敷地内で許可なく猟をしていた所をクリスティの両親と出会った事がきっかけでホープ家のメイドに迎えられ、現在に至る。好みの男性はホームズらしい。
LMにおいては、アンヌマリーに替わってハムステッドのホープ家のメイド長として、バーサ・グラディス・アネットらLMから登場したメイドを含め総勢8名のメイドを束ねる立場となっている。
『砂の薔薇』に登場したアイリーン・サンダースを基にしたスター・システムキャラである。
グレース・アメリア・ダンバー
HT第2章にて容疑者として初登場。HT第3章にてホープ家のガヴァネス（住み込み家庭教師）の職を紹介されて以降はホープ家の一員としてレギュラーの登場人物となる。
クリスティのガヴァネスという立場であるが、知識については教えることは何もないので当惑している。しかし、クリスティが経験の不足から未だ身に着けていない、豊富な知識を如何に効果的に組み合わせていくかなど、思考方法についての助言を与えている。音楽や刺繍などクリスティが不得手としている部分については、それらは職業化されているので不得手なクリスティ自身が嗜む必要は必ずしもないと発言するなど、物語の当時としては先進的な考えの持ち主として描写されている。穏やかで温和な性格であると同時にしっかり者の一面も見せ、アンヌマリーと共に、時に暴走しがちなクリスティとノーラを抑える役割も担う。
LMにおいては、ホープ家を離れヴィクトリア女王の秘書官となっている。
『クレオパトラD.C.』に登場したティナ・バダムを基にしたスター・システムキャラである。
エイミー・ビリンガム
HTにおけるホープ家の新料理長。イギリス人であるが生まれたのはフランスでロシュフォール育ち。エイミー本人は貨物船の船長である父について世界を回り、各地の料理を身につけたと語っており、どこかの大使館の料理人になっていたこともあるとしている。LMにおいてもハムステッドのホープ家においてコック長を務めている。料理に関してはまったく物怖じすることがなく、強面の料理人でも不見識な相手は徹底的に叩き直す。ドードーの一家が一番懐いている人物。
バーサ
LMより登場したハムステッドのホープ家のメイドで、コネリー夫人のメイド養成学校の出身である。
陰気臭い顔立ちで、それが嫌われてどこへ奉公しても長続きせず、コネリー夫人の嘆願もありクリスティの元へ預けられる。クリスティのお供でスコットランド・ヤードに赴いた際に、デクスター警部補に「ノーラよりさらに眼つきが悪い」と評されている。エイミーの次にドードーたちが懐いており、休日に出かけようとすると付いて行こうとするため大騒ぎになる。
母親が魔術を嗜んでいたらしく、（母から習い覚えたかどうかは不明だが）召喚魔術により様々な使い魔を召喚する能力を持っている。
グラディス
LMより登場したハムステッドのホープ家のメイドで、コネリー夫人のメイド養成学校の出身である。
木樵の娘で、性格は明朗というより粗野で、毎朝全裸で乾布摩擦をする困った癖があり、（インパクトのある身体も含めて）派遣先の屋敷のメイド達に迷惑がられたため、コネリー夫人の嘆願もありクリスティの元へ預けられる。
怪力の持ち主で、ナイフの刃を素手で曲げたりマンホールの蓋を投げつけたり、果てはガス灯をねじり壊して火炎放射器代わりにすることさえできる。
アネット
LMより登場したハムステッドのホープ家のメイド。コネリー夫人のメイド養成学校の出身。
顔つきや体つきが魅力的で、その容姿のせいで派遣先の屋敷でトラブルが頻発したことから、コネリー夫人の嘆願もありクリスティの元へ預けられる。
邪眼の持ち主で、自らの瞳を見た相手を金縛りにし一時的に操ることができる（普段は目を閉じている）。
マチュア、カチュア
LMより登場したハムステッドのホープ家のメイド。コネリー夫人のメイド養成学校の出身。
双子の姉妹で、左目の下に泣きぼくろがあるのがマチュア、右目の下に泣きぼくろがあるのがカチュア。
ローラ
LMより登場したハムステッドのホープ家のメイド。コネリー夫人のメイド養成学校の出身。
赤髪の女性でクリスティからイベント招待のお断り状の代筆を頼まれている事から、字が上手い模様。

### ベーカー街
ウィリアム・シャーロック・スコット・ホームズ（作中略称 ウィル）
クリスティの伯父（母の兄）で高名な探偵。ロンドンはベーカー街221Bに住む。クリスティやワトソンにはウィルと呼ばれている。クリスティが尊敬し、認められたいと思っている人物で、思考の回転も速く、依頼から瞬時に結論に至る場合が多い。
事件に首を突っ込みたがるクリスティに手を焼いているものの、能力は買っている様子である。

ジョン・ヘイミッシュ・ワトソン
医者。ホームズの相棒。

ハドソン夫人
ホームズの住む部屋の家主。クリスティとも懇意にしている。

キャシー
ハドソン夫人宅のメイド。

### スコットランド・ヤード（ロンドン警視庁）
グレグスン警部 （警視）
HT第3章『Red-Headed League』より登場。自分の手に余る事件をたびたびホームズに持ち込み意見を聞いている。ホームズとは個人的な親交があるか、あるいは事件解決の助力を請う立場の弱さゆえか、ホームズからクリスティのヤード資料庫の閲覧を依頼される。
一時期警察学校の校長を務めていたが、LM『The Adventure of Poker Scandal』にて警視に昇進し署長となった。

アーサー・デクスター刑事（警部補・警部）
HT第6章『The Hound of the BaskerVilles』より登場。刑事課所属。ケンブリッジ卒だが、政治も商売も司法も性に合わなかったため警察官になったという変わり者。ヤード資料室からクリスティをホープ家に送る役目をグレグスンから言い付かるが、その際出合ったアンヌマリーが気になる様子。デクスターについては「スコットランド・ヤードの刑事の中ではかなり筋がよい」旨をホームズが評している。
LM開始時においてはアンヌマリーと結婚し1児の父となっている。またLMストーリー開始時の前週に警部補に昇進した旨をワトソンが語っている。『The Adventure of The crutch of aluminium』ラストで2児の父になった。またLM『The Adventure of Poker Scandal』にて警部の階級で呼ばれている。

### その他複数話に登場する人物
アマンダ・チェルシー・ハリエット
ハリエット子爵の三女。クリスティと同年である。当時の貴族子女としてオーソドックスな感性の持ち主。型破りなクリスティを揶揄しながらも社交に興味を持たないクリスティをなにかと気をかけているが、クリスティにとっては大きなお世話になることが多い。
HT第4章『The Adventure of the Sussex Vampire』にて初登場。自邸でパーティを主催し、クリスティを招待する。パーティにはミナ・ヴラドも招待されており、クリスティとミナが出会うきっかけを作った形となった。
また、HT番外4『The Adventure of the Famous Trainer』では自邸でカナリアをクリスティら女の子に披露しており、ウィルソンのカナリア店の存在をクリスティに紹介する形となっている。HT番外5『The Adventure of the Giant Rat of Sumatra』では、カナリアに替えて飼い始めたドードー鳥をクリスティにプレゼントしている。
一時期はパリに移り住んでいたが、LM『The Adventure of Poker Scandal』にてロンドンに戻ってきた旨が描写されている。
マイクロフト・ホームズ
シャーロックのすぐ上の兄。「イギリス政府の重要な仕事を任されている」（ヴィクトリア女王の弁）が、クリスティ曰く「変人」で「いつも朝から晩までクラブにいていつ仕事をしているの?」という人物 。その後のエピソードで、ホームズによって政府の情報部に属している旨が明かされた。なお本作では行動派で積極的に出歩き、ステッキを振るう立ち回りまで演じている。他にもシェリンドンというさらに上の兄がいる（クリスティの弁）が、劇中未登場。

ジェームズ・モリアーティ
オックスフォード・クライスト・チャーチ・カレッジの数学教授であり、通称も「教授（プロフェッサー）」である。
ウィリアムとは以前より探偵と犯罪者というライバル関係にある。かなりの知力・組織力・そして行動力を持つ人物であり、LM第1章『The Adventure of Russian Old Woman』では自らロシア人の老婆に変装して行動し、クリスティより先に三人の変死事件の真相を見抜くが、それを国家規模の恐喝の種に使っているほか、儲け話を持ちかけておいて、欲を掻き自滅した連中の資産を横取りしている。また、仕込み杖を用いた剣術の達人でもあり、個人的な武勇においても死角はない。
上記の一連の過程において犯人一味の手に落ちていたクリスティを助けたりする言動、さらにはモリアーティがイーアンを助けたエピソードなどを踏まえて、クリスティはモリアーティについて「（犯罪者ではあるが）根っからの悪人とも言い切れない」という印象を抱いているよう作中では描写されている。

イーアン
「教授」のメイド兼腹心。投げナイフの達人である。メイドとしても有能で、教授の屋敷は彼女一人で切りまわしている。
孤児であり、赤痢にかかったことから孤児院を放り出されたところを偶然通りかかったモリアーティに助けられ、以後モリアーティに忠誠を誓っている。
ランサー・ガスト
「教授」の部下でもあるアイルランド人。大型のナイフ（というより短めの大剣に近い）の達人で、ノーラの鞭やクリスティの銃弾も寄せ付けない太刀捌きを見せる。また、素手のボクシングも強く、非合法の賭け試合に出ることもある。
ノーラからは出会ったときの悶着もあって乱暴者呼ばわりされているが、意外と人当たりは良い。教授が屋敷を空けた際には買い置きした食材の始末も兼ねてイーアンから食事に呼ばれることも多く、バーサやグラディスも相席した際には「みんなで囲む食卓で食う飯は何倍も美味い」と語り、クリスティからは「早く家庭を持つべき」と評されている。
ジョージ・グラハム・ハート
HT第7章『The Adventure of the Six Napoleons』に登場した青年。ダンス教室で、クリスティのパートナーとなる。イートンに通う秀才だが、ワルツを踊りながら幼女相手に遺伝学や関数や世間を騒がす犯罪について語る変わり者。ダンス教室の校長とバーニカット医師は父の友人。ミナ・ヴラドが21世紀の横浜で出遭ったクリスティの曾孫と姓が同じであり、ハート家の名は作者の既作品『ジェントル萬』にもイギリスを代表する銀行を中心とした事業を展開する財閥として登場している。
LM第2章『The Adventure of The crutch of aluminium』から再登場。ロンドン大学の医学部に在学している学生。
コルセットの締め過ぎで酸欠状態となったクリスティを介抱する（この際、医学的見解としてコルセットの締めすぎは身体に悪いと発言している）、証拠品探しのためのゴミ漁りに付き合わされるなど、クリスティの行動に振り回されているが、本人はさほどそのことを気にしている様子はなく、クリスティとは数学など色気のない会話で盛り上がっている。クリスティの行動力と頭脳を評価しつつそのリスクを危ぶみながらも、彼女と共に生きていくことを決意し最終話でプロポーズ・結婚に至った。

### 各話の登場人物
各話タイトルとともに、正典の一般的な日本語タイトルを併記する（但し、本作の呼称とは必ずしも一致しない場合がある）。『The Adventure of the Famous Trailer』以降のエピソードは、いわゆる語られざる事件が題材となっている。

#### 『Mazarin Stone』
（HT第1章『マザリンの宝石』）
カントルミア卿
内務省の要職にある人物。ホワイトホールで盗難にあった100カラットのイエローダイヤ「マザラン・ダイア」の捜索をホームズに依頼する。
ネグレイト・シルヴィアス伯爵
不良貴族。犯罪を楽しむタイプの人間。マザラン・ダイアの強奪のほか、ハロルド夫人の死の真相、ミニ・ワレンダー嬢の悲しい生涯についての真相、リヴィエラ行き列車での強盗事件、リヨン銀行の偽小切手事件など、数々の犯罪に手を染めている。ホームズの呼び出しに応じ、ベーカー街を訪れた。

#### 『The Probrem of Thor Bridge』
（HT第2章『ソア橋』）
ニール・ギブスン
ハンプシャー州にあるソアプレイスの領主。アメリカで上院議員を務め、アーサーと知り合い養子に迎える。その後南米の鉱山開発で財を成し、渡英してソアプレイスに居を構えている。
マリア・ギブスン
ギブスンの妻。南米人。鉱山開発時代に知り合い、結婚。二児を儲ける。ソア橋のたもとで頭を打ち抜かれ死亡しているのが発見される。
アーサー・ギブスン
元アメリカ海軍士官。ギブソンの上院議員時代に知り合い、養子となり彼の事業を支える。
グレース・ダンバー
ギブスンの二児に付いていた家庭教師。マリア殺害の容疑がかかりウィンチェスターの留置場に収監される。
本エピソード以後の詳細は、ホープ家の項を参照。

#### 『Red-Headed League』
（HT第3章『赤毛組合』）
ジェイベズ・ウィルスン
船大工から身を起こし、コバーグ・スクエアで使用人2人と小さな質屋を経営。見事な赤毛を見込まれ、赤髪同盟に参加を認められた。
ヴィンセント・スポルディング
ウィルスンの質屋の使用人。最近雇われたが、よく気がつく働き者の三十男。
サリー
ウィルスンの質屋の下働き。14歳。母親が風邪を拗らせたため、実家があるコンウォールに帰っている。
ダンカン・ロス
赤髪同盟員。欠員補充のための面接を行い、ウィルスンを採用する。
ジョン・クルー
ある公爵の孫。イートン校、オックスフォード大学を出た秀才。殺人・窃盗・偽造などの悪事を楽しむように手を染めている。
アーティ
クルーの仲間。
頭取
サバーバン銀行の頭取。

#### 『The Adventure of the Sussex Vampire』
（HT第4章『サセックスの吸血鬼』）
コニー・ファーガソン
ロバート・ファーガソンの姪。伯父ロバートの家で起きた吸血事件に心を痛め、クリスティに相談を持ちかける。
ロバート・ファーガソン
ワトソンの旧友。サセックス州ランバリーのチーズマン屋敷に居を構える。5年前、現夫人と再婚し、年初に女児を授かる。先妻との間に長男ジャックがいる。
ファーガソン夫人
ファーガソンの後妻。ペルー人。ジャックとはあまり仲が良くない。娘の首に吸い付いているところを夫に見られて以後、臥せっている。
ジャック・ファーガソン
ロバート・ファーガソンの長男。継母と妹を嫌っている。
ドロシー・ファーガソン
ロバートと夫人の間に生まれたばかりの娘。
メイソン夫人
ファーガソンの家政婦。ファーガソン夫人の奇行の後、ドロシーの面倒を見ている。
ヘンリー・ファーガソン
ロバートの兄でコニーの父。チーズマン屋敷から半マイルほどの別の屋敷に住んでいる。
ミナ・ヴラド（ミナ・ツェペッシュ）
旅行中、ハリエット家のパーティに招待され立ち寄り、その席上でクリスティと知り合った。社交界では、串刺し公ヴラド・ツェペシュの直系と恐れられている少女。実は真祖の一族と呼ばれる、本物の吸血鬼の姫。
人間の血を吸って一族に迎え入れることができるほか、自分の血を飲ませることで相手に長寿を授ける「薔薇の接吻」という能力も持つ。
- 同誌掲載の環望の『ダンス イン ザ ヴァンパイアバンド』のヒロインであり、掲載誌内コラボとして登場。

ヴェラ
ミナの侍女兼腹心。吸血鬼。 クリスティの聡明さに感心し、「一族に迎える」ことを提案。
- やはり『ダンス〜』からコラボ登場。

セキコ
コニーの侍女。常にキャンディをなめており、そのせいかふくよかな体型。実は吸血鬼で、チーズマン屋敷の近隣にある古城跡に、14世紀から勝手に住み着いている。
- 名の由来は、新谷の長女が「関取みたいな容姿だから、セキコ」と評したから。後に『ダンス〜』に（かなりやせて）ミナのメイド長として逆コラボ登場。

##### 『The Epilogue of the Sussex Vampire』
（HT Extraエピソード）
21世紀初頭。バンドへの船旅の途中、横浜に入港しようとする船上で、ミナはクリスティそっくりの曾孫と出会う。
『The Adventure of the Sussex Vampire』の後日談。新谷と環の共同作画により、単行本2巻巻末に書き下ろし収録。本編は環のキャラも新谷が作画しているが、今話は主に環が作画、「クリスティ」のみ新谷が作画している。 
クリスティ・ミネルバ・アニエス・ハート
クリスティの曾孫。外見や性格などよく似ている。父親と船旅で横浜へ寄航する際、船上でミナと出会う。彼女によると、劇中の僅か5年前までクリスティは存命しており、少なくとも百十数年は生きた事になる。
19世紀末に既に10歳であったクリスティが21世紀初頭まで生きたのは、薔薇の接吻の効果と推測される。

#### 『The Adventure of the Dancing Men』
（HT第5章『踊る人形』）
ヒルトン・キュビット
ノーフォーク州リドリング・ソープの農場主。一年前にエルシーと出会い、エルシーの示した条件「過去を一切問わないこと」を受け入れ結婚する。
エルシー・キュビット
アメリカ人。1年前にイギリスに移住し、ロンドンでキュビット氏と出会い、結婚する。が、踊る人形の落書きを見るなり卒倒し、日ごとにやつれていく。
エイブラハム（エイブ）・スレイニー
アメリカ人。エルシーとは旧知。

#### 『The Hound of the BaskerVilles』
（HT第6章『バスカヴィル家の犬』）
チャールズ・バスカヴィル卿
デボンシャー州ダートムアにあるバスカヴィル家の前当主。准男爵。夜の散歩中に心臓発作で急死。
ジェイムズ・モーティマー医師
チャールズ卿の主治医。
ロジャー・バスカヴィル
チャールズの弟でヘンリーの父。ロンドンでヘンリーの母と結婚生活を送るが、放蕩の末南米で熱病に係り死亡。
ヘンリー・バスカヴィル
バスカヴィル家新当主。先代チャールズの甥。父ロジャーの逐電後、母と共に知り合いのつてでカナダに移住、農場を営んでいたが、チャールズの死によってバスカヴィル家を相続することになる。
バリモア,イライザ
バスカヴィル家執事とメイドの夫婦。
モーリス・セルデン
イライザの弟で殺人犯。刑務所に入っていたが脱走し、イライザに匿われていた。
ジャック・ステイプルトン
バスカヴィル家の（かなり遠いが）隣人。元はよそで学校を経営していたが引退。地元の沼地での昆虫採集を趣味にしている。
ベリル・ステイプルトン
ジャックの妹。かなりの美人。
「バスカヴィル家の犬」
17世紀中期、乱暴な放埓者だった当時の当主ヒューゴ・バスカヴィルを夜の沼地で食い殺したという、伝説の魔犬。

#### 『The Adventure of the Six Napoleons』
（HT第7章『六つのナポレオン』）
ジョージ・グラハム・ハート
#その他複数話に登場する人物
バーニカット
医者。ケニントン通りに開業し、ブリクストン通りにも分院を持つ。双方に飾っていたナポレオン像を盗まれ、壊される。
ハドソン
ヤードから2ブロックの場所で営業している、ハドソン商会の店主。ゲルダ商会からナポレオン像を3個仕入れ、2つをバーニカット医師に販売。売れ残りの一つを店頭で破壊される。
ホレス・ハーカー
バーレイに住む紳士。ハーディング商会で購入した石膏像を盗まれ、戸口ではヴェヌチを殺され、驚いて頭を打ち付けて気絶し、と、運の悪い人物。
ピエトロ・ヴェヌチ
イタリア系マフィア。ハーカーの家の前で喉を掻き切られて死亡。
ハーディング
ハイ・ストリートでハーディング商会を営む。ゲルダ商会のナポレオン像を3つ入荷・販売した。
ヴェッポ
1年半前の6月3日、傷害事件を起こして勤務先のゲルダ商会に逃げ込むが逮捕・投獄される。出獄後、ゲルダ商会の帳簿をたどりバーニカット、ハドソン、ハーカーのナポレオン像を盗み、破壊する。ブラウン邸に盗みに入ったところを現行犯でデクスターに逮捕される。おそらくヴェヌチを殺害した。
ジョサイア・ブラウン
チジックに住む紳士。クリスティの依頼でヴェッポの家宅侵入を息を潜めて待つ。
ゼニス・サンドフォード
レディングに住む紳士。クリスティの依頼でホープ家を訪れ、ナポレオン像を10ポンドで売却する。
コロナ公爵
去年の6月1日、デカー・ホテル宿泊中にボルジアの黒真珠を盗まれる。
ルクレチア・ヴェヌチ
公爵夫人つきの小間使い。黒真珠盗難の嫌疑を受ける。

#### 『The Memories of Nora』
（HT番外1）
流れ者のオヤジ
馬車で流れながら行く先々で盗みを働く一家のオヤジ。どこかで幼いノーラを拾い、こき使う。
流れ者の連れ合い
オヤジの連れ合いで、ガイとダグの母親。
ガイ,ダグ
流れ者の息子の兄弟。

#### 『The Five Orange Pips』
（HT第8章『オレンジの種五つ』）
ジョン・オープンショウ
ホーシャムに住む紳士。88年9月、ロンドン消印で「オレンジの種五つ」の入った手紙を受け取り、過去のいきさつからホームズを訪れ相談するが、その帰路事故死する。
イライアス・オープンショウ
ジョンの伯父。若いころアメリカに移住し農作物取引で成功を収める。南北戦争ではジャクソンの下で大佐にまで昇進する。南軍敗北後しばらくアメリカに留まっていたが、70年ごろイギリスに戻り、ホーシャムに屋敷を構える。
83年3月、インド・ポンディシェリ消印の「オレンジの種五つ」の入った手紙を受け取ると、書類を暖炉にくべて焼き捨てる。その7週間後、水死体で発見される。
フォーダム
イライアスの弁護士。
ジョンの父
コヴェントリーに住んでいたが、イライアスの死でホーシャムを相続し移住。86年1月、スコットランド・ダンディー消印の「オレンジの種五つ」の入った手紙を受け取り、5日後、事故死。
ジェイムズ・カルフーン
アメリカ船籍ローンスター号の船長。アメリカ人乗組員2人ともども、KKKの残党。
ホプキンス
ジョージア州の宣教師でアンヌマリーの父。黒人も分け隔てせずに面倒を見るが、そのためKKKの不興を買い、妻ともども殺されてしまう。
コレット・ホプキンス
アンヌマリーの母。日曜学校の教師。助産婦としてボブ・ニナ夫婦の初産に立会い赤ん坊を取り上げるが、その帰路KKKに襲撃され夫ともども殺されてしまう。
ケイト
アンヌマリーの学友。
ガースン
農園主。奴隷を擁護するホプキンスを快く思っていなかった。
保安官
ホプキンス殺害犯の逮捕に消極的。
ボブ,ニナ
黒人の夫妻。第一子の出産にホプキンス夫妻の手を借りるが、その帰路にホプキンス夫妻を殺されてしまったことに憤り、復讐を誓うがアンヌマリーに止められる。
トム
黒人の老人。ホプキンス夫妻の死をアンヌマリーに伝える。
ベン
黒人。ホプキンス夫妻の遺体を発見する。
ジェフ
黒人。ガースン邸の下働き。

#### 『The Adventure of the Solitary Cyclist』
（HT第9章『孤独な自転車乗り』）
ヴァイオレット・スミス
グレースの知人。不審な男に付きまとわられており、グレースの付き添いでホームズを訪れる。

#### 『The Adventure of the Dying Message』
（HT番外2）
ヴィクトリア女王
当時のイギリス女王。本作ではクリスティの父アレクサンダーの生母という設定となっている。
ヴィクトリア (イギリス女王)も参照。
クララ
女王の侍女。
チャールズ・ロチェスター
雑貨卸商。カンタベリーの自宅で刺殺される。その際ダイイングメッセージを残す。
リチャード・ハーベス
ロチェスター氏の甥。女好きで酒癖が悪く、無職と評判が悪い。氏殺害の容疑者として逮捕される。
ヘンリー・ジェンセン
ロチェスター氏の甥。材木流通の会社を経営。

#### 『The Adventure of the Flying Dancer』
（HT番外3）
バーサ・ノバック
強欲な高利貸しの老婆。密室内で刺殺死体として発見される。
モニカ
ロンドン公演に来たサーカスの一員。空中ブランコ乗りの少女。

#### 『The Adventure of the Famous Trainer』
（HT番外4『悪名高いカナリヤ訓練師ウィルソンの事件』）
トーマス・ウィルソン
ロンドン市内のイーストエンドでカナリア店を経営している。カナリア店の他にも手がけていることがある様子であり、ノーラによると「あまりいい評判は聞かない」人物。

#### 『The Adventure of the Giant Rat of Sumatra』
（HT番外5『スマトラの大鼠』）
カイルハーン
マラッカ海峡を根城とする海賊。船を襲撃しても必要以上の殺しはせず、鮮やかな手口と逃げ足の速さから「スマトラの大鼠」と呼ばれる。クリスティの父であるホープ伯に捕えられるが、海賊行為を止めてイギリス商船を護衛することを条件として解放され、以降は協力関係を結ぶ。
ジャハーナ
インド・ランカ地方のサルタン。ホープ伯を敵視しており、配下のサグを用いてクリスティの暗殺を図る。
ナーダ
カイルハーンの娘。父の命令を受け、クリスティを守るためにロンドンを訪れる。クリスティより2歳年上。結構な美少女なのだが言動は粗野で身だしなみにも気を使わず、クリスティの寝巻を借りた姿にはガンダとクーガに｢女の子だった!｣と感激のあまり万歳三唱させた。
ガンダ、クーガ
カイルハーンの部下。ナーダに同行するが、ナーダのみならずクリスティにも振り回される。

#### 『The Adventure of Russian Old Woman』
（LM第1章『ロシアの老婆事件』）
クリストファー・コンラン
土木技師。酔って転倒、暖炉に頭を突っこんで「見分けもつかない死体となった」。
チャールズ・ドレイク
トンネル技師。馬車に頭を轢かれ「見分けもつかない死体となった」。
ハーベー･コックス
電気技師。テムズ河に転落後船のスクリューに引っかけられ「見分けもつかない死体となった」。

#### 『The Strongest Maid』
（LM番外1『最強のメイド』）
本エピソードの主な登場人物はすべてホープ家の節にて触れられているためそちらを参照。

#### 『The Adventure of The crutch of aluminium』
（LM第2章『アルミの松葉杖事件』）
黒のゼウス
無政府主義者の暗殺者。ハンガリーでの外交会談で爆弾を用いて3国の外相を暗殺し、次のターゲットとしてヴィクトリア女王の暗殺を予告した。クリステイ達に阻止され、逮捕されたがモリアーティの手で逃亡。ポルトガルに高飛びさせられて配下として使われることになる。
初代「黒のゼウス」は爆発物のエキスパートであったが既に故人となっている。

#### 『The Adventure of Poker Scandal』
（LM第3章『ポーカースキャンダル』）
エイドリアン・レイトン男爵
身を持ち崩した貴族。クラブでのポーカーで生活費を稼いでいる状態である。
全財産を賭けたアップウッド大佐との勝負に敗れ、その夜自宅で首を吊って死亡しているのを発見された。
トーマス・アップウッド大佐
クラブではポーカーの腕前について、ここぞという勝負では負けない強いプレイヤーと評されている。実際には何らかのイカサマを行っていた。
レイトン男爵の持つ廃鉱山でアルミニウムの鉱床が発見されたことを知り、それを手に入れようと画策する。

#### 『The Adventure of Two Princesses』
（LM第4章『二人のプリンセス』）
アレクサンダー・ホープ二世（ジュニア）
クリスティの弟。ルートンで暮らしている。タフな姉と比して線が細いが、知り合ったベスを自身の専任メイドに求めるなど血のつながりを感じさせる一面はある。
ベス
クリスティがルートンからロンドンに自動車で戻る際に拾った浮浪児の女の子。11歳。ジュニアに気に入られ、ジュニア付きのメイド見習いとして雇われる。
アーシャ,サーシャ
マチュア、カチュアが拾ってきた双子。
現在はオーストリア＝ハンガリー帝国の一部となっている地域の王位継承者であり、命を狙われていた。
レストレード
スコットランド・ヤードの警察官。
アーシャ,サーシャの件で相談を受けてホープ邸へやって来たところを2人の追手に銃撃されたデクスターの件で、ロンドンのホープ邸を訪れる。

##### 『The London Irregulars』
（LM第x章『ロンドン・イレギュラーズ』）
キャロライン・デクスター
アンヌマリーとデクスターの娘。学校帰りにスコットランド・ヤードで宿題をやっていることからヤードのアイドル的な存在にもなっている。
クリスティにも似た推理能力を持っている。後にスコットランド・ヤード初の女性警官になることが記されている。
グロリア・チェンバレン
モリアーティ教授の配下の少女。
かなりの知性とリーダーシップの持ち主で、「光が強くなれば、その影も濃くなる」を信条としており、ロンドンの浮浪児を組織化した新世代の組織を立ち上げて勢力拡大し、犯罪（窃盗など）を行わせている。ただし、日常生活レベルにおいてはまだまだ子供で、教授に頭が上がらない。
後に闇の女王と呼ばれる犯罪組織の首魁となることが記されている。

#### 『The Adventure Pattem of Truth』
（LM第5章『真実の紋様』）
バーバラ・スペンサー
宝石の仲買人を営む老女。自宅で何者かに絞殺される。若いころは宝石店・ラファイエットに勤務しており、顧客と品物のリストを持っていた。
チャールズ・ハトリック
男爵。自宅で何者かに撲殺される。600ポンドの借金返済のために所蔵する宝飾品の売却先を探していた。
グラマ・ロッペン
新聞社『テムズ・モーニング』に所属する女性記者。担当として宝飾品を紹介するコラム『我が家の秘宝』を持っている。仕事柄、自由の利く夜の9時以降に出歩く際には男装している。女性としては長身で声も低い。スペンサー夫人の紹介で取材先を得ていた。
ハトリック卿から1000ポンドで売れるという宝飾品の買い取りを持ち掛けられて600ポンドの借金をして買い取るが、スペンサー夫人の鑑定で買い取り分の値打ちもないことが発覚。激した結果、2人を殺害した。

## 既刊一覧
日本においては、『クリスティ・ハイテンション』・『クリスティ・ロンドンマッシブ』ともMFコミックス フラッパーシリーズより刊行されている。
日本国外においては、『クリスティ・ハイテンション』について、北米地区にて『Young Miss Holmes』のタイトルでSeven Seas Entertainmentより翻訳版が刊行されている。
| クリスティ・ハイテンション   | クリスティ・ハイテンション    | クリスティ・ハイテンション | クリスティ・ハイテンション | クリスティ・ハイテンション | クリスティ・ハイテンション                                                                                          |
| タイトル                     | タイトル                      | 初版発売日                 | 初版発行日                 | ISBN                       | 収録作品 |
| ---------------------------- | ----------------------------- | -------------------------- | -------------------------- | -------------------------- | --- |
| 1                            | クリスティ・ハイテンション1   | 2007年6月23日              | 2007年6月30日              | ISBN 978-4-8401-1918-4     | 『Mazarin Stone』 『The Probrem of Thor Bridge』 『Red-Headed League』                                              |
| 2                            | クリスティ・ハイテンション2   | 2008年2月23日              | 2008年2月29日              | ISBN 978-4-8401-1996-2     | 『The Adventure of the Sussex Vampire』 『The Adventure of the Dancing Men』 『The Epilogue of the Sussex Vampire』 |
| 3                            | クリスティ・ハイテンション3   | 2008年10月23日             | 2008年10月31日             | ISBN 978-4-8401-2277-1     | 『The Hound of the BaskerVilles』                                                                                   |
| 4                            | クリスティ・ハイテンション4   | 2009年6月23日              | 2009年6月30日              | ISBN 978-4-8401-2575-8     | 『The Adventure of the Six Napoleons』 『The Memories of Nora』 『The Five Orange Pips』                            |
| 5                            | クリスティ・ハイテンション5   | 2010年3月23日              | 2010年3月31日              | ISBN 978-4-8401-2990-9     | 『The Adventure of the Solitary Cyclist』 『The Adventure of the Dying Message』                                    |
| 6                            | クリスティ・ハイテンション6   | 2011年2月23日              | 2011年2月28日              | ISBN 978-4-8401-3762-1     | 『The Adventure of the Flying Dancer』 『The Adventure of the Famous Trainer』                                      |
| 7                            | クリスティ・ハイテンション7   | 2011年10月22日             | 2011年10月31日             | ISBN 978-4-8401-4053-9     | 『The Adventure of the Giant Rat of Sumatra』                                                                       |
| クリスティ・ロンドンマッシブ |                               |                            |                            |                            | |
| タイトル                     | タイトル                      | 初版発売日                 | 初版発行日                 | ISBN                       | 収録作品 |
| 1                            | クリスティ・ロンドンマッシブ1 | 2012年6月23日              | 2012年6月30日              | ISBN 978-4-8401-4488-9     | 『The Adventure of Russian Old Woman』 『The Strongest Maid』                                                       |
| 2                            | クリスティ・ロンドンマッシブ2 | 2013年3月23日              | 2013年3月31日              | ISBN 978-4-8401-5036-1     | 『The Adventure of The crutch of aluminium』                                                                        |
| 3                            | クリスティ・ロンドンマッシブ3 | 2014年2月22日              | 2014年2月28日              | ISBN 978-4-04-066282-4     | 『The Adventure of Poker Scandal』                                                                                  |
| 4                            | クリスティ・ロンドンマッシブ4 | 2015年2月23日              | 2015年2月28日              | ISBN 978-4-04-067267-0     | 『The Adventure of Two Princesses』 『The London Irregulars』                                                       |
| 5                            | クリスティ・ロンドンマッシブ5 | 2017年7月22日              | 2017年7月22日              | ISBN 978-4-04-067881-8     | 『The Adventure of Pattern of Truth』                                                                               |